# 1,1"/75 Mark 1
 1,1" Mark 1/1 — автоматическое зенитное орудие калибра 28 мм, разработанное в 1930-х годах Бюро вооружений американских ВМС. Производилось в виде счетверённой механизированной установки, применялось в начале Второй мировой войны американским флотом, как средство ближней ПВО кораблей. Известно под неофициальным названием «Чикагское пианино». Недостатки орудия, в частности, ненадёжность, большой вес и сравнительное небольшое поражающее действие снаряда, привели к его постепенной замене на 40-мм орудия «Бофорс» шведской разработки, производившиеся в США по лицензии.

## История создания
В конце 1920-х годов американские специалисты по вооружению пришли к выводу о необходимости разработки новых средств ближней ПВО кораблей, в дополнение к состоявшим на вооружении крупнокалиберным пулемётам Браунинг M2. Предполагалось дополнить их более дальнобойным автоматическим орудием с большей мощностью снаряда. Должны были быть разработаны 37-мм автоматы, но фирма Кольт не справилась с разработкой 37-мм автомата (его сухопутный вариант производился с 1941 года). Первые образцы 28-мм зенитных автоматов были испытаны в начале 1930-х годов и в 1934 году Государственный оружейный завод получил заказы на производство орудия. Однако ввиду выявившихся проблем с технической надёжностью, орудия начали поступать на флот лишь в 1940 году.
Нехватка этих автоматов привела к ограниченному использованию их флотом. На крупных кораблях устанавливалось от 4 до 12 счетверённых установок, на эсминцах 1 − 2. Боевое применение 1,1" Mark 1/1 было не слишком успешным, и когда в США развернулось массовое производство «Бофорсов», превосходивших «Чикагские пианино» во всех отношениях, эти орудия начали постепенно заменять. Тем не менее, на ряде малотоннажных кораблей они использовались до конца войны.
Орудие стреляло снарядом массой 416 г (общий вес патрона 862 г), трассёр горел до 2750 м. Скорости наводки колебались от 24 ° до 30 ° в секунду для установок разных модификаций.
Практическая скорострельность из-за осечек и отказов составляла 90 выстрелов в минуту.